# Conte de la folie ordinaire (film)
Pour les articles homonymes, voir Ordinaire.
Pour plus de détails, voir Fiche technique et Distribution.
Conte de la folie ordinaire (Storie di ordinaria follia) est un film franco-italien réalisé par Marco Ferreri et sorti en 1981.
Le titre et le sujet du film sont adaptés des œuvres et de l'autobiographie du poète américain Charles Bukowski, notamment la nouvelle La plus jolie fille de la ville, publiée dans le recueil Contes de la folie ordinaire en 1972. Le protagoniste du film, Charles Serking, est inspiré du personnage autobiographique de Bukowski, Henry Chinaski. À l'époque, le réalisateur Taylor Hackford possédait les droits sur le nom Chinaski, qu'il avait acquis lorsqu'il avait pris une option sur le roman de Bukowski, Le Postier, paru en 1971.

## Synopsis
Le film suit les méandres des aventures (sexuelles) du poète et ivrogne Charles Serking, révélant les aspects sordides de la vie dans les quartiers les moins réputés de Los Angeles. La vie de Serking s'améliore lorsqu'il rencontre Cass, une jeune prostituée aux habitudes autodestructrices. Leur relation est houleuse. Lorsque Serking reçoit une offre d'une grande maison d'édition, Cass tente de l'empêcher de partir, mais en vain. Serking cède à la tentation de l'argent, mais se rend vite compte de son erreur et revient à Los Angeles pour découvrir que Cass s'est suicidée en son absence. Dévasté, il se met à boire comme dans un cauchemar, mais finit par atteindre la catharsis et retourne à la maison d'hôtes au bord de la mer où il a passé ses moments les plus heureux avec Cass. Là, il renoue avec la poésie avec l'aide d'une jeune admiratrice dans l'une des scènes de plage caractéristiques de Ferreri.

## Fiche technique
- Titre original français : Contes de la folie ordinaire[2]
- Titre original italien : Storie di ordinaria follia[3]
- Réalisation : Marco Ferreri
- Scénario : Marco Ferreri, Sergio Amidei, Anthony Foutz d'après Les contes de la folie ordinaire de Charles Bukowski
- Photographie : Tonino Delli Colli
- Montage : Ruggero Mastroianni
- Musique : Philippe Sarde
- Décors : Dante Ferretti
- Production : Jacqueline Ferreri, Sergio Galiano (it)
- Sociétés de production : 23 Giugno, Ginis Films, Alpes International Paris
- Pays de production :  France,  Italie
- Langue originale : anglais américain
- Genre : drame
- Durée : 101 minutes
- Dates de sortie :
  - Italie : septembre 1981 (Mostra de Venise) ; 11 septembre 1981 (sortie nationale)
  - France : 3 janvier 1982

## Distribution
- Ben Gazzara (V.F:Michel Piccoli) : Charles Serking
- Ornella Muti : Cass
- Susan Tyrrell : Vera
- Tanya Lopert : Vicky
- Roy Brocksmith : barman
- Katya Berger : fille sur la plage
- Hope Cameron : propriétaire de l'hôtel
- Judith Drake : veuve
- Patrick Hughes : proxénète
- Wendy Welles : fuyard
- Stratton Leopold : éditeur

## Exploitation
Pour Xavier Collet dans Critikat :

« Si l’adaptation du livre de Bukowski est réussie, c’est que loin de l’avoir transposé mot pour mot, Ferreri a pris le parti d’en retranscrire l’esprit à l’écran, tout en y insufflant ses propres aspirations artistiques, ce qui est généralement la règle de toute bonne adaptation d’œuvre littéraire au cinéma (voir la version du Festin nu de Burroughs par Cronenberg, autre plongée dans l’univers d’un écrivain). »

— Xavier Collet
Selon le Lexikon des internationalen Films, 
« Regisseur und Co-Autor Ferreri (‚Das große Fressen‘, 1973) setzt die Sauf- und Sex-Exzesse des Schriftstellers genüßlich ins Bild, berücksichtigt aber nur ansatzweise die gesellschaftskritische Dimension seiner Lebenshaltung. »
— Critique du Lexikon des internationalen Films

« Le réalisateur et co-scénariste Ferreri ("La Grande Bouffe", 1973) met en scène avec délectation les excès de boisson et de sexe de l'écrivain, mais ne prend que très partiellement en compte la dimension critique de la société dans laquelle il vivait. »
Pour Niccolò Rangoni Machiavelli dans spietati.it :
« Ciò non gli impedisce di fare “suo” lo scrittore nel riproporre i segni distintivi della sua poetica: eccentricità e trasgressione a parte, ecco la solitudine dell’uomo, la misoginia, il passo agonizzante divertito, le ferite dell’anima, la profanazione dei simboli sacri (la Muti vestita da suora), i luoghi prediletti (spiagge, stanze dipinte con colori accesi), il finale da apologo (non ci sono né L’Ultima Donna, né l’amore salvifico: anche la poesia si prostituisce). »
— Niccolò Rangoni Machiavelli

« Ce qui n'empêche pas [à Ferreri] de s'approprier l'écrivain en re-proposant les marques de sa poétique : excentricité et transgression mises à part, voici la solitude de l'homme, la misogynie, le rythme angoissant et amusé, les blessures de l'âme, la profanation des symboles sacrés (Muti habillé en nonne), les lieux de prédilection (plages, chambres peintes de couleurs vives), la fin apologue (il n'y a ni dernière femme ni amour salvateur : même la poésie se prostitue). »
Bien qu'il ait connu le succès en Europe, le film a reçu un accueil mitigé aux États-Unis, malgré son cadre américain. Janet Maslin du New York Times a donné une critique négative du film :
« The best that can be said for Marco Ferreri's Tales of Ordinary Madness is that somewhere inside its unworkable blend of pretension and pornography, there's a serious film about art and sexual abandon struggling to get out. The worst, which can be said with considerably more accuracy, is that Mr. Ferreri's film is strained, absurdly solemn and full of inadvertent howlers. »
— Janet Maslin

« Le mieux que l'on puisse dire des Contes de la folie ordinaire de Marco Ferreri, c'est que quelque part à l'intérieur de son mélange indigeste de prétention et de pornographie, il y a un film sérieux sur l'art et l'abandon sexuel qui lutte pour s'en sortir. Le pire, que l'on peut dire avec beaucoup plus de précision, est que le film de M. Ferreri est caricatural, absurdement solennel et plein d'erreurs involontaires. »

## Distinctions
Le film a remporté un total de 9 prix cinématographiques et a été nommé pour trois autres, il a reçu quatre fois le David di Donatello et deux fois le Ruban d'argent, les deux entre autres pour la meilleure réalisation.

### David di Donatello
- Marco Ferreri : meilleur réalisateur
- Sergio Amidei et Marco Ferreri : meilleur scénario
- Tonino Delli Colli : meilleure photographie
- Ruggero Mastroianni - Meilleur montage

### Ruban d'argent
- Marco Ferreri : Meilleur réalisateur
- Tonino Delli Colli - Meilleure photographie

### Grolla d'oro
- Marco Ferreri : meilleur réalisateur

### Festival de Saint-Sébastien
- Marco Ferreri : Coquille d'or